# Chasseurs de têtes (série télévisée)
Chasseurs de têtes (Hodejegerne – Den første løgnen : Chasseurs de têtes - le premier mensonge) est une série télévisée norvégienne en six épisodes de 45 minutes d'après le roman Chasseurs de têtes de Jo Nesbø. Elle est diffusée du 2 septembre 2022 au 16 septembre 2022 sur TV 2 Group en Norvège, et sur Telia et TV4 en Suède. En France, elle est diffusée fin 2024 sur Arte.

## Synopsis
En 2002, le jeune Roger Brown est un chasseur de têtes pour un cabinet de recrutement à Oslo. Il a réussi grâce à son don pour l'escroquerie, et compte s'enrichir en volant des tableaux, avec l'aide d'un petit malfrat, Ove. En allant à Londres pour rencontrer Sander, un candidat au poste de président de la Njord Oil, il rencontre la belle et intelligente Diana. Mais sa trajectoire va aussi croiser celle d'une tueuse, Kelly, et de sa famille mafieuse.

## Distribution
- Axel Bøyum : Roger Brown
- Ingrid Giæver : Diana Eliassen
- Mikkel Bratt Silset : Ove Kjikerud
- Martin Wallström : Jon Christian Wiklund
- Dominique Tipper : Kelly
- Mads Ousdal : Øyvind Møllerstad
- Mats Eldøen : Sander Fjellheim
- Ravdeep Singh Bajwa : Eilif
- Ingeborg Sundrehagen Raustøl : Julie Thommassen
- Terje Strømdahl : Per 'le pasteur' Sørensen

## Production

### Attribution des rôles
Le rôle de Roger Brown échoit à Axel Bøyum (acteur vu dans les séries Home Ground, Heksejakt et Delete Me), Diana trouve pour interprète Ingrid Giæver (Trois Vœux pour Cendrillon, Thelma),   le personnage d'Ove est dévolu à Mikkel Bratt Silset (Norsemen), Ingeborg Raustøl (Maniac) obtient le rôle de Julie et Martin Wallström (Beck, Mr. Robot) celui de Jon Christian Wiklund.

### Fiche technique
Sauf indication contraire, les informations mentionnées dans cette section peuvent être confirmées par les bases de données cinématographiques IMDb et Allociné,  présentes dans la section « Liens externes ».
- Titre original : Hodejegerne – Den første løgnen
- Titre français : Chasseurs de têtes
- Réalisation : Geir Henning Hopland
- Scénario : Geir Henning Hopland et Rolf Magne Andersen[2] d'après le roman Chasseurs de têtes de Jo Nesbø
- Sociétés de production : Yellow Bird Norge
- Société de distribution : Fifth Season
- Pays de production :  Norvège
- Langues originales : norvégien
- Format : couleur - 2,39 : 1 - son Dolby Digital
- Genre : thriller, humour
- Nombre de saisons : 1
- Nombre d'épisodes : 6
- Durée : 45 minutes
- Dates de première diffusion : 2 septembre 2022

## Épisodes
La série se compose de six épisodes sans titres de quarante-cinq minutes à peu près.

## Accueil
Le Nouvel Observateur estime que « Les amateurs d’intrigues drôles, tarabiscotées et sanglantes évoquant le cinéma des frères Coen seront comblés, les autres apprécieront le jeu subtil de l’acteur Axel Bøyum ».
Télérama salue « une satire réjouissante du monde du travail […] une délicieuse comédie noire à l’humour cruel ».